# Plozévet
Plozévet är en kommun i departementet Finistère i regionen Bretagne i västra Frankrike. Kommunen ligger i kantonen Plogastel-Saint-Germain som tillhör arrondissementet Quimper. År 2022 hade Plozévet 2 963 invånare.

## Befolkningsutveckling
Antalet invånare i kommunen Plozévet
Referens:INSEE